# Superconductor orgànic
Un superconductor orgànic és un compost orgànic sintètic que presenta superconductivitat a baixes temperatures.
A partir del 2007, la temperatura crítica més alta aconseguida per a un superconductor orgànic a pressió estàndard és 33 K (−240 °C; −400 °F), observat en el fullerè dopat amb àlcali RbCs2C60.
El 1979 Klaus Bechgaard va sintetitzar el primer superconductor orgànic (TMTSF)2PF6 (la classe de material corresponent va rebre el seu nom més tard) amb una temperatura de transició de TC = 0,9 K, a una pressió externa de 12 kbar.
Molts materials es poden caracteritzar com a superconductors orgànics. Aquests inclouen les sals de Bechgaard i les sals de Fabre, que són materials quasi unidimensionals i quasi bidimensionals com el complex de transferència de càrrega k-BEDT-TTF2X, compostos λ-BETS2X, compostos d'intercalació de grafit i materials tridimensionals com ara els fullerens dopats amb àlcali.
Els superconductors orgànics són d'especial interès no només per als científics, que busquen superconductivitat a temperatura ambient i per a sistemes de models que expliquen l'origen de la superconductivitat, sinó també per a problemes de la vida diària, ja que els compostos orgànics es basen principalment en carboni i hidrogen que pertanyen als elements més comuns a la terra en contrast amb el coure o l'osmi.

## Sals de Fabre i Bechgaard unidimensionals
Les sals de Fabre estan compostes per tetrametiltetratiafulvalè (TMTTF) i sals de Bechgaard de tetrametiltetraselenafulvalè (TMTSF). Aquestes dues molècules orgàniques són similars, tret que els àtoms de sofre de TMTTF són substituïts per àtoms de seleni en TMTSF. Les molècules s'apilen en columnes (amb tendència a la dimerització) que estan separades per anions. Els anions típics són, per exemple, els octaèdrics PF6, AsF6 o tetraèdrics ClO4 o ReO4.
Ambdues classes de materials són quasi unidimensionals a temperatura ambient, només condueixen al llarg de les piles de molècules i comparteixen un diagrama de fases molt ric que conté ordenació antiferromagnètica, ordre de càrrega, estat d'ona de densitat d'espín, encreuament dimensional i superconductivitat.
Només es va trobar que una sal de Bechgaard era superconductora a pressió ambient que és (TMTTF)2ClO4 amb una temperatura de transició de TC = 1,4 K. Diverses altres sals esdevenen superconductores només sota pressió externa. La pressió externa necessària per conduir la majoria de les sals de Fabre a la superconductivitat és tan alta, que en condicions de laboratori la superconductivitat només es va observar en un compost. A la taula següent es mostra una selecció de la temperatura de transició i la pressió externa corresponent de diversos superconductors orgànics unidimensionals.
| Material     | T C (K) | p ext (kbar) |
| ------------ | ------- | ------------ |
| (TMTSF)2SbF6 | 0,36    | 10.5         |
| (TMTSF)2PF6  | 1.1     | 6.5          |
| (TMTSF)2AsF6 | 1.1     | 9.5          |
| (TMTSF)2ReO4 | 1.2     | 9.5          |
| (TMTSF)2TaF6 | 1.35    | 11           |
| (TMTTF)2Br   | 0,8     | 26           |

## Bidimensional (BEDT-TTF)2X

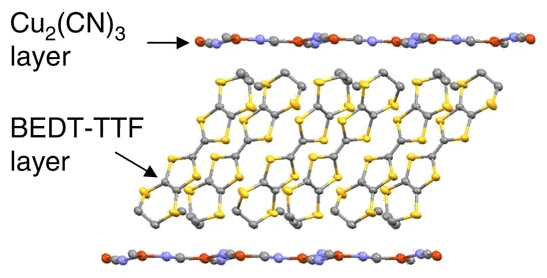
L'estructura en capes de les sals ET_{2}X il·lustrada per κ-(ET)_{2}Cu_{2} (CN)_{3}. Els el·lipsoides groc, gris, blau i vermell representen els àtoms de sofre, carboni, nitrogen i coure, respectivament. S'ometen els àtoms d'hidrogen per a més claredat. Les capes de molècules donants d'ET estan separades per làmines d'anions polimèriques Cu_{2}(CN)_{3}^{-}. κ-(ET)_{2}Cu_{2} (CN)_{3} és un semiconductor, però un polimorf molt similar κ'-(ET)_{2}Cu_{2} (CN)_{3} és un superconductor a pressió ambiental amb T_{C} ~ 5 K.

BEDT-TTF és la forma abreujada de bisethylenedithio-tetrathiafulvalene comunament abreujat amb ET. Aquestes molècules formen plans que estan separats per anions. El patró de les molècules en els plans no és únic, però hi ha diverses fases de creixement, depenent de l'anió i les condicions de creixement. Les fases importants pel que fa a la superconductivitat són la fase α- i θ- amb les molècules ordenades en una estructura d'espina de peix i la fase β- i especialment κ-que s'ordenen en una estructura de tauler d'escacs amb les molècules dimeritzades en la fase κ. Aquesta dimerització fa que les fases κ siguin especials, ja que no són sistemes de quart sinó mig plens, la qual cosa les condueix a la superconductivitat a temperatures més altes en comparació amb les altres fases.
La quantitat d'anions possibles que separen dues làmines de molècules ET és gairebé infinita. Hi ha anions simples com el triiodur (I−
3), polímers com el famós Cu[N(CN)2]Br i anions que contenen dissolvents per exemple Ag(CF3)4·112DCBE. Les propietats electròniques dels cristalls basats en ET estan determinades per la seva fase de creixement, el seu anió i per la pressió externa aplicada. La pressió externa necessària per conduir una sal ET amb estat fonamental aïllant a una de superconductora és molt menor que la necessària per a les sals de Bechgaard. Per exemple, κ-(ET)2Cu[N(CN)2]Cl només necessita una pressió d'uns 300 bar per convertir-se en superconductor, cosa que es pot aconseguir col·locant un cristall en greix congelat per sota de 0°C (32°F) i després proporcionant una tensió suficient per induir la transició superconductora. Els cristalls són molt sensibles, cosa que es pot observar de manera impressionant en α-(ET)2I3 estirat diverses hores al sol (o més controlat en un forn a 40°C, 104°F ). Després d'aquest tractament s'obté αtemperat-(ET)2I3 que és superconductor.
En contrast amb les sals de Fabre o Bechgaard, només s'han proposat diagrames de fase universals per a totes les sals basades en ET. Aquest diagrama de fases dependria no només de la temperatura i la pressió (és a dir, ample de banda), sinó també de les correlacions electròniques. A més de l'estat fonamental superconductor, aquests materials mostren ordre de càrrega, antiferromagnetisme o romanen metàl·lics fins a les temperatures més baixes. Fins i tot es preveu que un compost sigui un líquid de rotació.
Les temperatures de transició més altes a pressió ambiental i amb pressió externa es troben ambdues en fases κ amb anions molt similars. κ-(ET)2 Cu[N(CN)2]Br esdevé superconductor a TC = 11,8 K a pressió ambient, i una pressió de 300 bar condueix el κ-(ET)2Cu[N(CN)2]Cl deuterat d'un estat antiferromagnètic a un estat fonamental superconductor amb una temperatura de transició de TC = 1 només uns exemples. superconductors d'aquesta classe. Per a més superconductors, vegeu Lebed (2008) a les referències.
| Material                     | T C (K) | p ext (kbar) |
| ---------------------------- | ------- | ------------ |
| βH-(ET)2I3                   | 1.5     | 0            |
| θ-(ET)2I3                    | 3.6     | 0            |
| k-(ET)2I3                    | 3.6     | 0            |
| α-(ET)2KHg(SCN)4             | 0,3     | 0            |
| α-(ET)2KHg(SCN)4             | 1.2     | 1.2          |
| β''-(ET)2SF5CH2CF2SO3        | 5.3     | 0            |
| κ-(ET)2Cu[N(CN)2]Cl          | 12.8    | 0,3          |
| κ-(ET)2Cu[N(CN)2]Cl deuterat | 13.1    | 0,3          |
| κ-(ET)2Cu[N(CN)2]Br deuterat | 11.2    | 0            |
| κ-(ET)2Cu(NCS)2              | 10.4    | 0            |
| κ-(ET)4Hg2,89Cl 8            | 1.8     | 12           |
| κ H -(ET)2Cu(CF3)4·TCE       | 9.2     | 0            |
| κ H -(ET)2 Ag(CF3)4·TCE      | 11.1    | 0            |

Encara es poden trobar més superconductors canviant lleugerament les molècules ET, ja sigui substituint els àtoms de sofre per seleni (BEDT-TSF, BETS) o per oxigen (BEDO-TTF, BEDO).
Alguns superconductors orgànics bidimensionals de les famílies κ-(ET)2X i λ(BETS)2X són candidats a la fase Fulde-Ferrell-Larkin-Ovchinnikov (FFLO) quan la superconductivitat és suprimida per un camp magnètic extern.

## Fulerens dopats

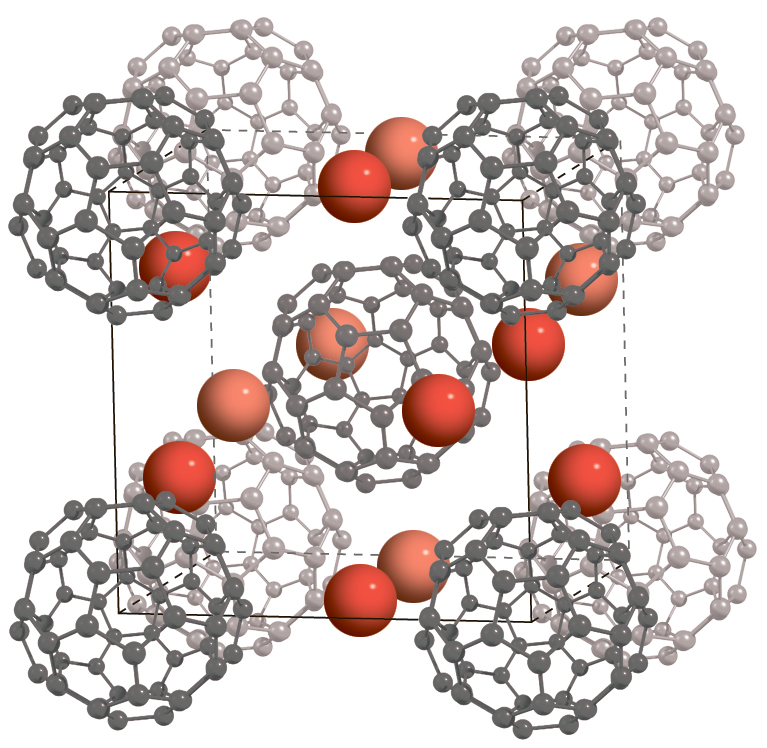
Estructura de Cs_{3}C_{60}

Els fulerens superconductors basats en C 60 són bastant diferents dels altres superconductors orgànics. Les molècules de construcció ja no són hidrocarburs manipulats sinó molècules de carboni pur. A més, aquestes molècules ja no són planes sinó voluminoses, cosa que dóna lloc a un superconductor isotròpic tridimensional. El C 60 pur creix en una xarxa de FCC i és un aïllant. En col·locar àtoms alcalins als intersticials, el cristall es torna metàl·lic i, finalment, superconductor a baixes temperatures.
Malauradament, els cristalls C 60 no són estables a l'atmosfera ambiental. Es cultiven i s'investiguen en càpsules tancades, limitant les tècniques de mesura possibles. La temperatura de transició més alta mesurada fins ara va ser TC = 33 K per a Cs2RbC60. La temperatura de transició mesurada més alta d'un superconductor orgànic es va trobar l'any 1995 en Cs3C60 a pressió amb 15 kbar per ser TC = 40 K. Sota pressió, aquest compost mostra un comportament únic. Normalment, la TC més alta s'aconsegueix amb la pressió més baixa necessària per impulsar la transició. Un augment addicional de la pressió normalment redueix la temperatura de transició. Tanmateix, en Cs3C60 la superconductivitat s'estableix a pressions molt baixes de diversos 100 bar, i la temperatura de transició continua augmentant amb l'augment de la pressió. Això indica un mecanisme completament diferent que només l'ampliació de l'ample de banda.